# Jean-Marie Doré
Jean-Marie Doré (12 de junio de 1938-Conakri, 29 de enero de 2016) fue un político guineano que ocupó el cargo de primer ministro de Guinea desde el 26 de enero hasta el 24 de diciembre de 2010. 
Líder de la Unión por el Progreso de Guinea, fue nombrado primer ministro por la junta militar que dominaba el país desde el golpe de Estado de 2008, para organizar unas «elecciones democráticas». Anteriormente se distinguió por su oposición al expresidente Lansana Conté. Tras la celebración de las elecciones y la victoria del primer presidente democrático, Alpha Condé, fue sustituido por Mohamed Said Fofana.
| Predecesor: Kabiné Komara | Primer ministro de la República de Guinea 2010 | Sucesor: Mohamed Said Fofana |